# 2022年塞瓦斯托波尔海军基地无人机袭击
2022年10月29日，俄罗斯入侵乌克兰期间，驻塞瓦斯托波尔港的黑海舰队遭到无人机和无人艇的大规模袭击。

## 袭击过程
2022年10月29日上午，位于俄占克里米亚的塞瓦斯托波尔市市长米哈伊洛·拉兹沃扎耶夫宣布，无人机袭击了位于塞瓦斯托波尔湾海域的俄罗斯联邦黑海舰队舰艇。拉兹沃扎耶夫称，此次袭击是自2月24日（即俄罗斯入侵乌克兰的第一天）以来规模最大的一次袭击。拉兹沃扎耶夫称，共有9架无人机和7艘无人艇参与了此次行动。
据俄罗斯塔斯社報導，10月29日凌晨4点20分時出現一声巨响，随后又传来几声“砰”的一声。Telegram频道开始传播视频，显示塞瓦斯托波尔上空浓烟滚滚，并传来爆炸声。
虽然尚不清楚这些无人机在袭击中是如何通信的，但此次行动所使用的黑色海上无人艇与此前发现的一艘搭载Starlink终端的型号类似。乌克兰后来也曾利用民用Starlink通信网络执行类似袭击，藉此引导无人艇精确打击目标。

## 结果
俄罗斯国防部报告称，此次袭击导致“伊万·戈卢别茨”号纳佳级扫雷舰受损，位于南湾的防御设施也遭到破坏。俄国防部表示，被袭击的舰船“参与了确保粮食走廊安全的任务，该走廊是乌克兰港口粮食出口的一部分”。
乌克兰的电报频道报道称，此次袭击中可能有四艘俄罗斯军舰受损，其中包括马卡罗夫海军上将号护卫舰，该舰曾用于向乌克兰境内目标发射口径巡航导弹。特别是在2022年7月14日，这艘军舰曾参与发动对文尼察的袭击。据称，马卡罗夫海军上将号被一艘无人艇击中，随后在未能立即识别身份的情况下，还遭到俄军自身炮火的攻击。
GeoConfirmed的分析人士认为，此次对俄罗斯舰船的袭击共动用了六到八艘无人艇，并击中了至少三艘军舰；其中有两艘海上无人艇很可能被摧毁。

## 各方反应
袭击发生后，俄罗斯当局决定禁止塞瓦斯托波尔居民访问该市的监控摄像头直播，理由是这些画面“为敌方提供了发现城市防御系统的机会”。
俄罗斯指责乌克兰和英国策划了此次袭击。俄罗斯官方代表称，袭击是在位于乌克兰尼古拉耶夫州奥恰基夫市的英国专家领导下进行。同时俄方还声称，这支英国专家小组也参与了“在波罗的海的恐怖行为”，即“北溪”和“北溪-2”天然气管道被炸。英国方面则表示，这些说法是“弥天大谎”。
作为对此次袭击的回应，俄罗斯宣布“暂停”参与黑海穀物協議。在此袭击发生之前，乌克兰曾警告称俄罗斯有意退出该协议。